# Walter H. Tyler
Pour les articles homonymes, voir Tyler.
Ne doit pas être confondu avec Walter H. Taylor.
Walter H. Tyler est un directeur artistique américain né le 28 mars 1909 à Los Angeles (Californie) et mort le 3 novembre 1990 dans le Comté d'Orange (Californie).

## Distinctions
Oscar des meilleurs décors

### Récompenses
- en 1951 pour Samson et Dalila

### Nominations
- en 1947 pour La Duchesse des bas-fonds
- en 1954 pour Vacances romaines
- en 1955 pour Sabrina
- en 1957 pour Les Dix Commandements
- en 1960 pour En lettres de feu
- en 1961 pour Mince de planète
- en 1962 pour Été et Fumées
- en 1975 pour L'Île sur le toit du monde